# Vnukovo Airlines

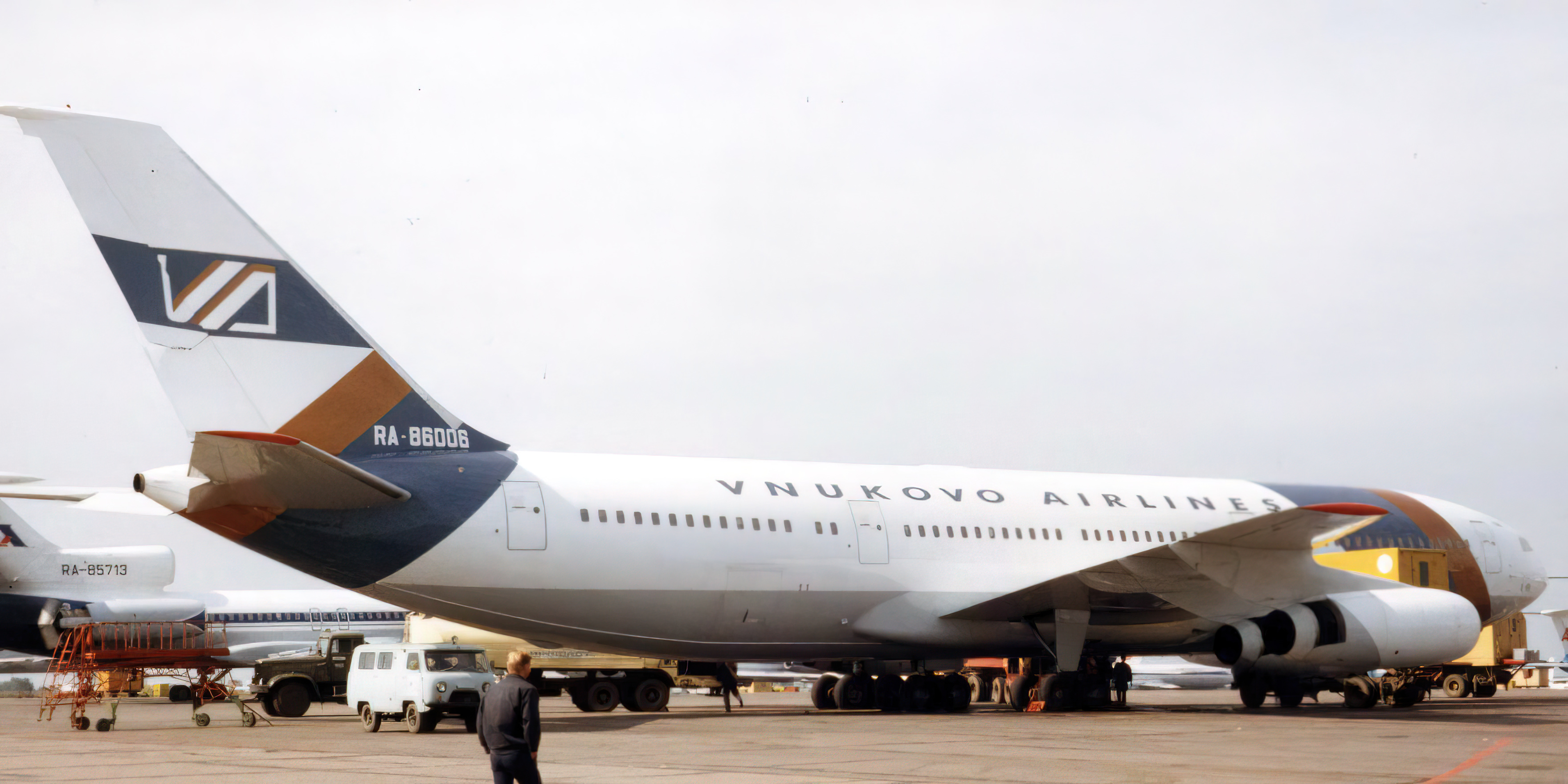
Ilyushin Il-86 RA-86006 de Vnukovo Airlines à l'aéroport international de Vnukovo (1994)

Vnukovo Airlines ( russe : Внуковские авиалинии   ou Vnukovskie Aviallnii ) est une ancienne compagnie aérienne russe qui avait établi son siège social à l'aéroport international de Vnukovo à Moscou. Il a été créé en tant que spin-off de la division Aeroflot de l'aéroport de Vnukovo en mars 1993 et a fonctionné jusqu'en 2001, date à laquelle il a été racheté par Siberian Airlines.
Les types d'avions de passagers exploités par la compagnie aérienne sur des vols réguliers au départ de Vnukovo comprenaient l'Ilyushin Il-86 et le Tupolev Tu-154.

## Histoire
La compagnie aérienne a commencé ses activités en 1994 sous le nom de Vnukovo Air Enterprise, qui avait été dérivée d'Aeroflot. Elle est devenue l'une des plus grandes compagnies aériennes charter en Russie dans les années 1990 et comptait environ 100 destinations dans différents pays. La compagnie aérienne était également le client de lancement du Tupolev Tu-204.
En 1997, Siberia Airlines (maintenant connue sous le nom de S7 Airlines ) a tenté d'acheter la compagnie aérienne afin de faire de Moscou son prochain hub principal, mais en vain. Après la crise financière russe de 1998, la compagnie aérienne était en danger de faillite et Siberia Airlines a suggéré une fusion, mais a de nouveau été repoussée. En 1999, Siberia Airlines a signé une lettre d'intention pour reprendre Vnukovo Airlines au cas où Vnukovo cesserait ses activités. Vnukovo a fait faillite en 2001 et le rachat de Siberia Airlines a eu lieu.

## Flotte

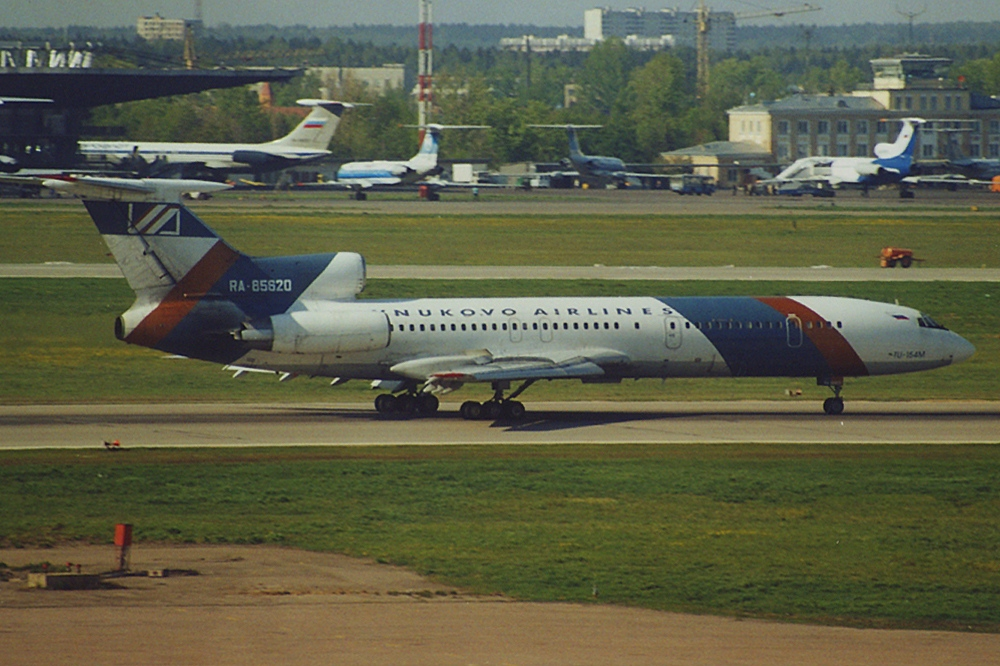
Vnukovo Airlines Tupolev Tu-154 à l'aéroport international Sheremetyevo.

- Ilyushin II-86 :      18
- Tupolev Tu-154 :  16
- Tupolev Tu-204 :   2

## Accidents et incidents
- Le 25 décembre 1993, un Aeroflot Tupolev Tu-154 loué par Vnukovo Airlines opérait de Moscou à Grozny. L'avion a été endommagé lorsque son train d'atterrissage avant s'est affaissé à l'atterrissage dans de mauvaises conditions météorologiques. Aucun des 172 passagers et membres d'équipage à bord n'a été blessé[3].
- Le 29 août 1996, la compagnie aérienne a été impliquée dans l'accident d'aviation le plus meurtrier de Norvège, lorsque le vol 2801 de Vnukovo Airlines s'est écrasé lors de l'approche de l'aéroport de Svalbard, à Longyear, tuant les 141 personnes à bord[4].
- Le 11 novembre 2000, un Tupolev Tu-154 opérant de Mahachkala à Moscou sous le nom de vol 838 a été détourné par un pirate de l'air solitaire, qui a forcé l'équipage à faire voler l'avion vers Israël. L'avion a atterri sur une base militaire israélienne, où le pirate de l'air s'est rendu. Aucun des 59 passagers et membres d'équipage à bord n'a été blessé[5].
- Le 15 mars 2001, un Tupolev Tu-154 sur un vol non régulier d'Istanbul à Moscou sous le nom de vol 2806 a été détourné par trois Tchétchènes, qui ont demandé à l'équipage de piloter l'avion vers l'Arabie saoudite. Le Tu-154 a atterri à Médine, où 47 otages, dont une hôtesse de l'air qui avait été mortellement poignardée, ont été libérés le lendemain. L'armée saoudienne a ensuite pris d'assaut l'avion après que les pirates de l'air ont menacé de le faire exploser[6].